# Rosie Huntington-Whiteley
Rosie Alice Huntington-Whiteley (Plymouth, Devon, 1987. április 18. –) angol modell és színésznő. A Transformers 3. női főszereplője.

## Élete
Huntington-Whiteley az Plymouthban, a mára bezárt Freedom Fields Kórházban született. Fiona, fitnesz oktatónő és Charles Huntington-Whiteley, okleveles földmérő lányaként. Két fiatalabb testvére van, Toby és Florence. Az ükapja, Sir Herbert Huntington-Whiteley politikus volt, a dédanyja pedig lengyel zsidó családból származott, akik az 1870-es években emigráltak Angliába.
Gyermekkorát a Devon megyei Tavistock melletti farmon töltötte. Az iskolában sokat szurkálták nem mindennapi kettős vezetékneve, illetve kis mellei és telt ajkai miatt.
Miközben a tavistocki főiskolára járt, több londoni modellügynökséggel felvette a kapcsolatot, 2003-ban sikerült egy modellügynökségnél elhelyezkednie. Az első munkáját modellként tizenhat évesen kapta, a Levi's reklámjában működött közre.

### Magánélete
Huntington-Whiteley, Tyrone Wood-dal, a zenész Ronnie Wood fiatalabb fiával járt, 2007 augusztusától 2009 októberéig. A szakításuk után a modell a francia színésszel Olivier Martinezzel kezdett viszonyt, 2010 elején pár hónap után szakított. 2010 áprilisában Jason Statham angol színésszel kezdett járni. Lakása van New Yorkban és a londoni Maida Valeben. Szívesen hallgat Rolling Stones-t, Beatles-t, Fleetwood Mac-et és Gregory Isaacs-ot.

## Karrier

### Szépségipar és modellkedés (2006 – napjainkig)
2006 óta a neves amerikai Victoria’s Secret fehérnemű- és szépségápolási márka a modellje. A 2006-os shown mutatkozott be először a kifutón olyan modellek mellett, mint Gisele Bündchen, Adriana Lima vagy Karolina Kurkova. A 2010-es Fürdőruha katalógusban ő az egyik fő arc.
2008 A divatipar számára azonban 2008-ig ismeretlen maradt, amikor is a vezető kreatív igazgató Christopher Baileytől lehetőséget kapott, hogy Agyness Deyn helyett a Burberry őszi/téli kampányában szerepeljen Sam Riley, színésszel. A brit Vouge 2008 novemberi számának borítóján pózolt Eden Clark és Jourdan Dunn modellekkel. A Herper Bazaar Az év legjobban öltözött nője listáján #6. lett 2008-ban. 2008-ban a Harper's Bazaar magazin beválasztotta a Legjobban öltözött hírességek közé.
2009 A következő évben Karen Millen tavaszi/nyári reklámkampányának arca volt. 2009-ben jelölték az Elle Style Award Az év modellje címre. Az Agent Provocateur rövid filmjében, egy nőt játszott, akinek a barátja elfelejti a Valentin-napot. A Godiva és Miss Sixty 2009-es őszi/téli kollekcióját népszerűsítette. 2009 végén hivatalosan is a Victoria Secret angyala lett. 2009-ben Elle Style Díjjal is jutalmazták. 2010-ben Terry Richardson készített róla egy fotósorozatot a Pirelli Naptárhoz.
2010 a hírhedt Pirelli naptárban szerepelt, amelyet Terry Richardson fényképezett. A modellkedés mellett 2010-ben kapott egy lehetőséget Michael Bay rendezőtől, hogy az új Transformers filmben ő formálja meg Carly karakterét Shia LaBeouf oldalán. A lány, Megan Fox helyét veszi át a filmben. A rendezővel egyszer már volt alkalma együtt dolgozni egy Victoria’s Secret reklám alkalmával.2010 Áprilisában aláírt egy szerződést a Monsoon’s céggel, a tavaszi/nyári fehérneműkollekció népszerűsítésére. Szintén ebben az évben elkezdett dolgozni saját fotókönyvén, amely a Rosiex10 címet viseli. Júliusban a Harrods reklámarca lett, illetve ezen kívül 29 másik márkát népszerűsít a piacon.
2011 márciusában, életében először egyedül szerepelt a brit Vogue folyóirat  borítóján. Az FHM a világ legszexisebb nőjének választotta.
2011, szeptember: Rosie Huntington-Whiteley az új Burberry Body parfüm arca. Szerepel a nyomtatott és a televíziós hírverésekben. Rosie számos reklámkampányban szerepelt már fiatal kora ellenére. Feltűnt az Abercrombie & Fitch, a Burberry, a DKNY, és a Pepe Jeans reklámokban is.
2012 Rosie és a Victoria’s Secret szerződést bontott így ő már nem Victoria’s model nem szerepel a honlapjukon se a Decemberi Fashion Shown se lépett fel.
2013 Miután eljött a Victoria’s Secret modellektől, tervezni kezdett: a Marks & Spencerrel közösen fehérneműkollekciót fog megjelentetni, melyről az Elle magazin szeptemberi számában mesélt: „Tervezni akarok, mióta az eszemet tudom. A célom az, hogy a kollekció elérhető és vonzó legyen mindenki számára, és nem csak magamnak tervezni.”

### Színészi karrier (2011 – napjainkig)
2010 májusában bejelentették, hogy a Transformers 3. női főszerepét Huntington-Whiteley kapja Megan Fox helyett, amely 2011. június 29-én kerül a mozikba. Korábban egy Victoria Secret-reklámban együtt dolgozott a film rendezőjével, Michael Bay-jel. Az MTV Networks, NextMovie.com-on nevezték őt a 'Breakout Stars to Watch for in 2011' kategóriában. A film megjelenése előtt elnyerte A holnap csillaga díjat a 2011-es CinemaCon Awards-on.

## Filmográfia
| Év   | cím (eredeti cím)                                | szerep                | magyar hang   | feljegyzés                                                                                    |
| ---- | ------------------------------------------------ | --------------------- | ------------- | --------------------------------------------------------------------------------------------- |
| 2015 | Mad Max – A harag útja (Mad Max: Fury Road)      | The Splendid Angharad | Huszárik Kata |                                                                                               |
| 2011 | Transformers 3. (Transformers: Dark of the Moon) | Carly Spencer         | Balsai Móni   | CinemaCon díj a női csillagért holnap Jelölt – tinédzser kiváló díj a nyári filmsztárért – nő |

## Díjak
| Év   | Díj                | Kategória                         | Jelölt                         | Eredmény |
| ---- | ------------------ | --------------------------------- | ------------------------------ | -------- |
| 2011 | Guy Choice Awards  | Our New Girlfriend                | Herself                        | Elnyerte |
| 2011 | CinemaCon Award    | Female Star of Tomorrow           | Transformers: Dark of the Moon | Elnyerte |
| 2011 | Teen Choice Awards | Choice Summer Movie Star – Female | Transformers: Dark of the Moon | Jelölve  |